# 里歐·克羅伊特
里歐·克羅伊特，以色列男子羽毛球運動員。

## 簡歷
2014年10月，里歐·克羅伊特與亞歷山大·巴斯合作出戰以色列夏瑣羽毛球國際賽男子雙打項目，在決賽中以0-3的成績（5-11、10-11、10-11）不敵烏克蘭根纳季·纳塔罗夫/阿提姆·波奇塔列夫組合，屈居亞軍。

## 主要比賽成績
只列出曾進入準決賽的國際賽事成績：
| 年份   | 賽事                   | 公開賽級別 | 項目     | 拍檔          | 成績   |
| ------ | ---------------------- | ---------- | -------- | ------------- | ------ |
| 2013年 | 以色列夏瑣羽毛球國際賽 | 國際系列賽 | 混合雙打 | 达纳·库格尔   | 準決賽 |
| 2014年 | 以色列夏瑣羽毛球國際賽 | 國際系列賽 | 男子雙打 | 亞歷山大·巴斯 | 亞軍   |
| 2015年 | 以色列夏瑣羽毛球國際賽 | 未來系列賽 | 男子雙打 | 盧卡斯·澤夫   | 準決賽 |
| 2015年 | 以色列夏瑣羽毛球國際賽 | 未來系列賽 | 混合雙打 | 达纳·库格尔   | 亞軍   |

| 2007-2017年 | 首要超級賽 | 超級賽 | 黃金大獎賽 | 大獎賽 | 國際挑戰賽 | 國際系列賽 | 未來系列賽 | 其他 |

| 2018-2026年 | 總決賽 | 超級1000賽 | 超級750賽 | 超級500賽 | 超級300賽 | 超級100賽 | 國際挑戰賽 | 國際系列賽 | 未來系列賽 | 其他 |